# Michel Doukas (protostrator)
Pour les articles homonymes, voir Michel Doukas.
Michel Doukas (en grec Μιχαήλ Δούκας ; né vers 1061, mort avant 1117) est un membre de la famille Doukas, un parent de l'empereur Alexis Ier Comnène (r. 1081–1118) et une importante figure militaire, ayant le rang de protostrator, sous le règne d'Alexis. Sa vie n'est connue que par l’Alexiade d'Anne Comnène et l'histoire de son époux, Nicéphore Bryenne.

## Biographie
Michel Doukas naît vers 1061 et est le fils aîné du domestique des Scholes Andronic Doukas, lui-même fils du césar Jean Doukas, et de son épouse Marie de Bulgarie, la petite-fille du tsar Ivan Vladislav. Michel est donc le breau-frère d'Alexis Ier Comnène, qui a épousé sa sœur Irène Doukaina,,. En 1074, lors de la rébellion du mercenaire Roussel de Bailleul, Michel et son frère cadet Jean séjournent dans les propriétés de leur grand-père le césar en Bithynie. Roussel exige de ce dernier qu'il lui livre les deux frères comme otages en échange de la libération de leur père, blessé et captif. Le césar accepte, et ses deux petits-fils tombent aux mains de Roussel. Leurs serviteurs réussissent toutefois à convaincre un paysan de les aider à s'échapper et de les conduire à Nicomédie, mais seul Michel et son eunuque Léontakios y parviennent. Son frère Jean n'est libéré qu'après la défaite de Roussel la même année,.
En 1078, Michel joue un rôle crucial dans le mariage de Nicéphore III Botaniatès (r. 1078–1081) et de l'impératrice Marie d'Alanie. Ce mariage n'était pas permis par le droit canon, en ce qu'elle était toujours l'épouse de l'empereur récemment déposé Michel VII Doukas (r. 1071–1078) ; mais sur les instructions de son grand-père le césar, Michel fournit un prêtre prêt à célébrer la cérémonie,.
En 1081, lorsqu'Alexis Comnène se rebelle contre Botaniatès, Michel accompagne le césar au camp d'Alexis à Schiza. Là, Ils y soutiennet la candidature au trône impérial de ce dernier contre son frère aîné Isaac Comnène,. Après l'ascension d'Alexis au trône, Michel est récompensé par l'octroi du titre de sebastos et de la fonction de protostrator, l'une des positions les plus élevées de la hiérarchie militaire byzantine,.
En 1083, il participe à la campagne de Thessalie contre les Normands de Bohémond, en commandant l'infanterie lourde. Il est défait par Bohémond près de Larissa, et son armée se disperse. Quatre ans plus tard, il participe à l'expédition infructueuse contre les Petchénègues en Bulgarie, et presse l'empereur de fuir après la défaite de Dorystolon. Durant la fuite, le cheval de Michel glisse et le fait chuter, mais un soldat lui offre sa propre monture, lui permettant ainsi de rejoindre la suite de l'empereur. Quelques années plus tard, il participe en 1091 à la victoire finale contre les Petchénègues lors de la bataille de la colline de Lebounion,. 
Sa présence est mentionnée lors du synode de 1094 qui condamne Léon de Chalcédoine, ainsi que dans une lettre dans le contexte de l'invasion normande de 1107–1108, selon laquelle Michel est envoyé en Épire pour y lever des troupes. Il meurt après une longue maladie un 9 janvier. L'année n'est pas connue, mais sa mort a dû se produire avant 1117, année où il est mentionné comme mort dans le typikon du monastère Kécharitomène,.

## Famille
Michel a plusieurs enfants d'une épouse au nom inconnu ; un seul est attesté de manière certaine, Constantin Doukas, un sebastos et gouverneur de la région du Vardar vers 1118,. Demetrios I. Polemis identifie par ailleurs deux autres Doukaina comme des filles de Michel : la première, Théodora Doukaina, est mentionnée dans une épigramme en tant qu'épouse d'un Théodore – Polemis pense qu'elle est la mère d'Euphrosyne Doukaina, une petite-fille de Michel, dont le père est également prénommé Théodore, ; la seconde est Irène Doukaina, l'épouse de Grégoire Kamatèros, un homme d'origine humble qui s'élève sous Alexis Ier et son successeur Jean II Comnène (r. 1118–1143),. Une autre fille, mariée à un certain Jean, n'est pas nommée, et il est possible qu'un poème de Nicolas Kalliklès fasse référence à un autre fils.